# Hilbertshammer

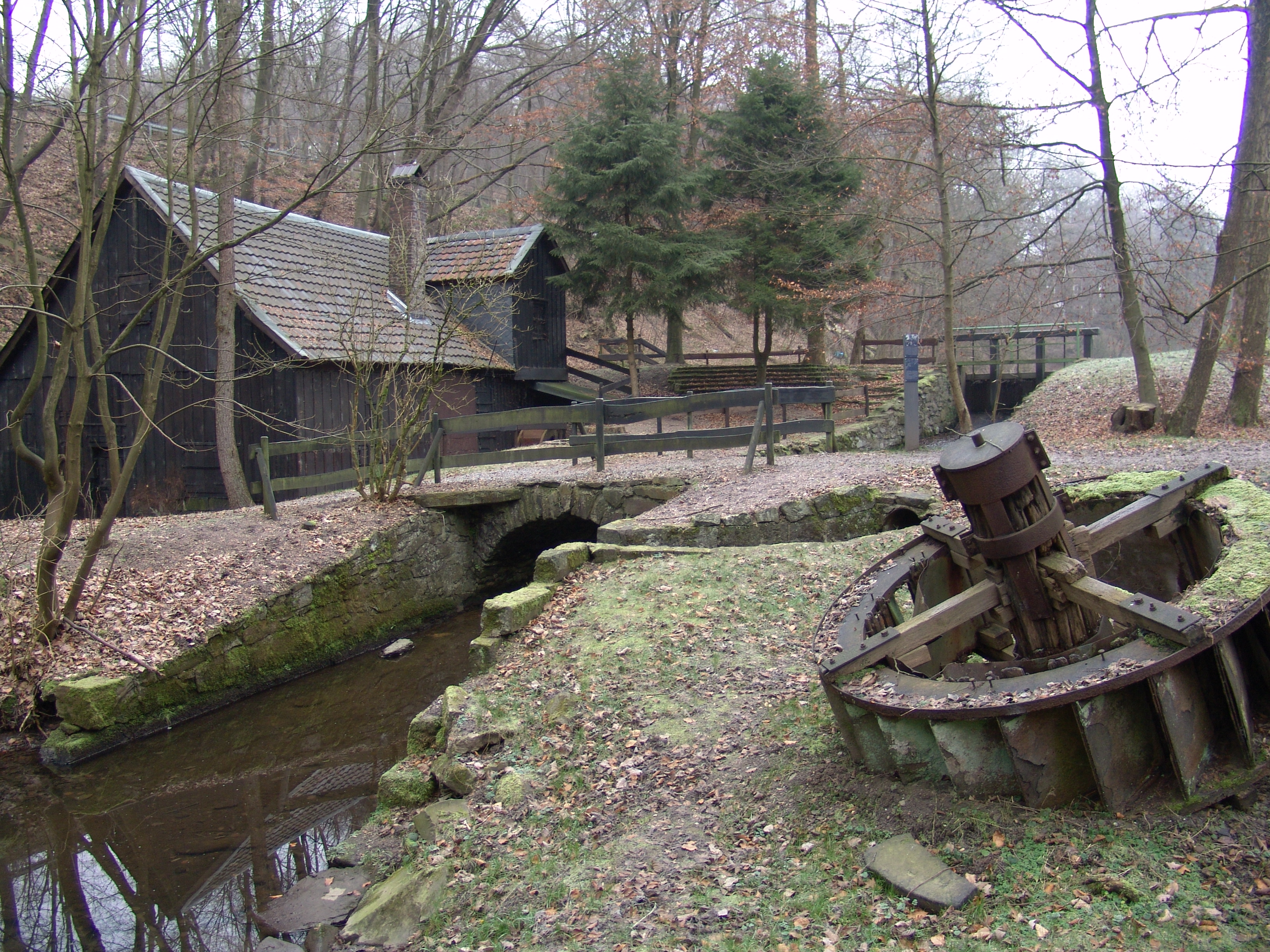
Außenansicht des Hilbertshammers

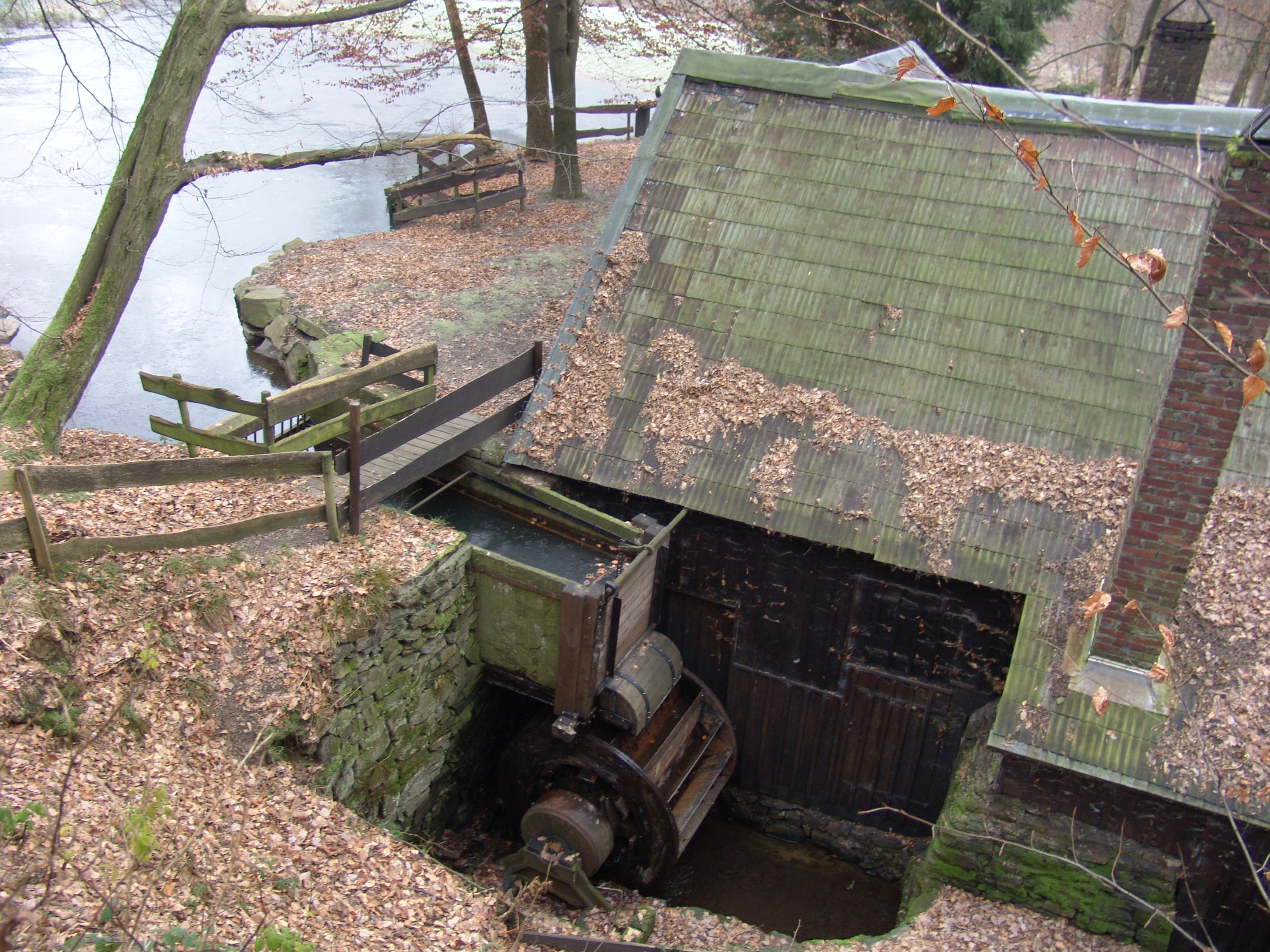
Detailansicht eines der Wasserräder

Der Hilbertshammer ist ein denkmalgeschütztes historisches Hammerwerk am Leyerbach in der nordrhein-westfälischen Großstadt Remscheid.

## Lage und Beschreibung
Der Hilbertshammer liegt im Leyerbachtal im Stadtbezirk Lüttringhausen zwischen den Remscheider Ortschaften Leyermühle und Clarenbach an der Landesstraße L157. Das Gebäude ist ein Holzgebäude mit verschiefertem Dacherker und mit Dachpfannen gedecktem Satteldach. Zwei gemauerte Essen mit Schornsteinen befinden sich an beiden Seiten des Gebäudes.
Der Leyerbach ist vor dem Hammer in einem großen Stauteich aufgestaut, von dem zwei Obergräben zu jeweils einem oberschlächtigen Wasserrad auf jeder Seite des Hammers führen. Ein Eiskasten und eine Absperrklappe schützen die Wasserräder vor Eisgang oder Hochwassern. Die hölzerne Welle des bergseitigen, größeren Wasserrades ist mit der Nockenwelle des Fallhammers verbunden und das talseitige Wasserrad mit der des Blasebalgs für die Essen.

## Geschichte
Das erste Hammerwerk an dieser Stelle ist seit dem Jahr 1460 belegt. Mit den Besitzern wechselte auch häufig der Name der Anlage. So wurde nach dem Besitzer Johannes Hilberts aus Stursberg der Hammer ab 1648 schließlich erstmals Hilbertshammer genannt. Im Dreißigjährigen Krieg verfiel die Anlage, wurde aber 1732 von Dietrich Hilberts wieder aufgebaut, dessen Besitztum den Namen Hilbertshammer in dem Urkunden verfestigte.
Der Reckhammer wurde im 19. Jahrhundert zu einem Raffinierhammer umgebaut, in dem die Luppen aus dem Siegerländer Eisenbergwerk Müsener Stollen, die auf der bergischen Eisenstraße antransportiert worden sind, zu hochwertigen Raffinierstahl raffiniert wurden.
Bis 1943 wurde im Hilbertshammer mit Wasserkraft gearbeitet, während die anderen zu der Zeit noch betriebenen Hammerwerke seit dem 19. Jahrhundert auf Dampfkraft oder Elektroantriebe umgestellt hatten. Von dem damaligen Besitzer Karl Grimm ging die Anlage in den Besitz der Firma Gustav Grimm über. Diese erhält und pflegt das Bauwerk sowie die technischen Einrichtungen und die wassertechnischen Bauten bis heute.
So ist der Hammer bis heute voll funktionsfähig. Neben regelmäßig dort stattfindenden Betriebsvorführungen für die Öffentlichkeit lernen die Auszubildenden der Firma einige Wochen lang im Rahmen ihrer Ausbildung hier noch das traditionelle alte Schmiedehandwerk, wie es über Jahrhunderte dort ausgeübt wurde.